# Kamienna-Kolonia
Kamienna-Kolonia est une localité polonaise de la gmina de Błaszki, située dans le powiat de Sieradz en voïvodie de Łódź.